# نظرية المقارنة الاجتماعية

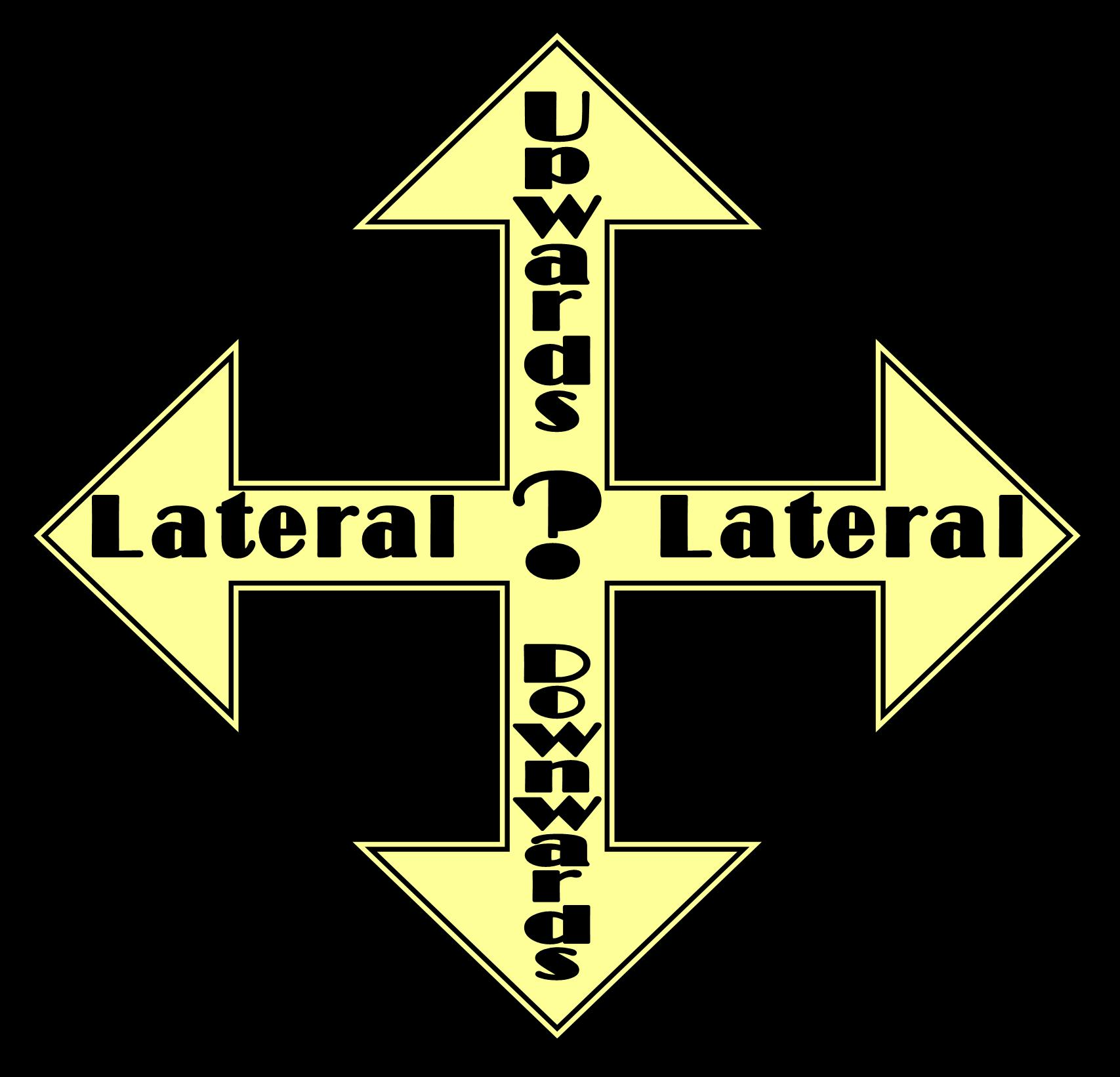
صورة : مخطط المقارنة الاجتماعية

طرح الباحث في علم النفس الاجتماعي، ليون فيستنجر عام 1954، نظرية المقارنة الاجتماعية التي ترتكز على الاعتقاد بوجود دافع داخل الأفراد للحصول على تقييمات ذاتية دقيقة. تشرح النظرية كيفية تقييم الأفراد لآرائهم وقدراتهم بمقارنة أنفسهم بالآخرين، من أجل الحد من عدم اليقين في هذه الأمور، وتعلم كيفية تعريف الذات.
باتباع المعطيات الأولية للنظرية، بدأ البحث في التركيز على المقارنة الاجتماعية كوسيلة لتعزيز الذات، وإدخال مفاهيم المقارنات التصاعدية والتنازلية وتوسيع دوافع المقارنات الاجتماعية.

## الإطار الأولي
قدم فيستنجر في النظرية تسع فرضيات رئيسية. أولًا، ذكر أن البشر لديهم دافع أساسي لتقييم آرائهم وقدراتهم وأن الناس يقيمون أنفسهم من خلال وسائل موضوعية وغير اجتماعية (الفرض الأول). ثانيًا، ذكر فيستنجر أنه في حالة عدم توفر الوسائل الموضوعية وغير الاجتماعية، يقيم الناس آرائهم وقدراتهم مقارنة بالأشخاص الآخرين (الفرضية الثانية). بعد ذلك، افترض أن الميل لمقارنة الذات مع شخص آخر يتناقص مع اختلاف الفرق بين آرائهم وقدراتهم. بمعنى آخر، إذا كان شخص مختلفًا عنك كثيرًا، فأنت لست مؤهلًا لمقارنة نفسك بهذا الشخص (فرضية 3). افترض بعد ذلك وجود اتجاه أحادي تصاعدي في حالة مقارنة القدرات، وهو غائب إلى حد كبير في الآراء. ويشير هذا الاتجاه إلى القيمة تعتمد على التحسن أكثر وأكثر (الفرضية الرابعة). بعد ذلك، يفترض فيستنجر أن هناك قيودًا غير اجتماعية تجعل من الصعب أو حتى من المستحيل تغيير قدرة الشخص، وأن هذه القيود غائبة إلى حد كبير عن الآراء. بمعنى آخر، يمكن للناس تغيير آرائهم عندما يريدون ولكن بغض النظر عن مدى تحفيز الأفراد لتحسين قدرتهم، فقد تكون هناك عناصر أخرى تجعل ذلك مستحيلًا (الفرضية الخامسة). ويمضي فيستنجر إلى افتراض أن توقف المقارنة مع الآخرين يصاحبه عداء أو انتقاص إلى الحد الذي تؤدي فيه المقارنة المستمرة مع هؤلاء الأشخاص إلى عواقب غير حميدة (الفرضية السادسة). أي عوامل تزيد من أهمية مجموعة معينة كمجموعة موضع مقارنة لرأي أو قدرة معينة ستزيد الضغط نحو التماثل فيما يتعلق بتلك القدرة أو الرأي داخل تلك المجموعة. وإذا ظهرت اختلافات بين المقيِّم والمجموعة المُقارَنة، فيكون هناك ميل إلى تقليل الاختلاف، إما بمحاولة إقناع الآخرين أو تغيير وجهات نظرهم الشخصية لتحقيق التماثل. ومع ذلك، فإن أهمية وملائمة وجاذبية المجموعة المُقارَنة التي تؤثر على الدافع الأصلي للمقارنة، تتوسط الضغوط نحو التماثل (الفرضية السابعة). تنص فرضيته التالية على أنه، في حالة النظر إلى الأشخاص الذين يختلفون كليًا عن رأي أو قدرة الشخص على أنهم مختلفون عنه في سمات متقاربة الاختلافات، فإن الميل إلى تضييق نطاق القابلية للمقارنة يصبح أقوى (الفرضية الثامنة). أخيرًا، افترض فيستنجر أنه عندما يكون هناك نطاق من الآراء أو القدرة في المجموعة، فإن القوة النسبية للمظاهر الثلاثة للضغوط نحو التماثل ستكون مختلفة بالنسبة لأولئك الذين هم على مقربة من نسق المجموعة عن أولئك البعيدين عن نسقها. سيكون لدى المقربين من النسق ميول أقوى لتغيير مواقف الآخرين، وميل أضعف لتضييق نطاق المقارنة، وحتى ميول أضعف لتغيير آرائهم الخاصة (الفرضية التاسعة).

## التطورات النظرية
منذ البداية، مر الإطار الأولي بالعديد من التطورات. ومن أهم هذه التطورات، التقدم في فهم الدوافع الكامنة وراء المقارنات الاجتماعية، وأنواع بعينها من المقارنات الاجتماعية. وتشمل الدوافع المرتبطة بالمقارنة الاجتماعية التعزيز الذاتي، الحفاظ على التقييم الذاتي الإيجابي، مكونات تعزيز صفات وتحققها، وتجنب إعاقة ذلك. وعلى الرغم من التغيرات في المفهوم الأصلي لفستنجر، ما زال هناك العديد من الجوانب الأساسية، بما في ذلك انتشار الميل نحو المقارنة الاجتماعية والعملية العامة وهي المقارنة الاجتماعية.

### التقييم الذاتي
وفقا لتورتون وآروود، فالتقييم الذاتي هو من وظائف المقارنة الاجتماعية، وهو العملية التي تشكل كيفية مشاركة الفرد في المقارنة الاجتماعية، وتؤثر أهداف كل واحد على كيفية مشاركته في المقارنة الاجتماعية. ويميل الناس إلى اختيار هدف المقارنة الذي يشبه أنفسهم، من أجل التقييم الذاتي. على وجه التحديد، يهتمون أكثر باختيار هدف يتشارك بعض الخصائص المميزة مع أنفسهم. وتشير الأبحاث إلى أن معظم الناس يعتقدون أن اختيار هدف مماثل يساعد في ضمان دقة التقييم الذاتي. ومع ذلك، لا يعمل الأفراد دائمًا كمقيمين ذاتيًا غير متحيزين، وقد لا تكون التقييمات الذاتية الدقيقة الهدف الأساسي للمقارنة الاجتماعية.

### تعزيز الذات
قد يسعى الأفراد أيضًا إلى تعزيز ذاتهم، أو تحسين تقديرهم لذاتهم. قد يفسرون أو يشوهون أو يتجاهلون المعلومات المكتسبة عن طريق المقارنة الاجتماعية لرؤية أنفسهم بشكل أكثر إيجابية وخدمة أهدافهم لتعزيز الذات. سيختارون أيضًا إجراء مقارنات تصاعدية (مقارنة أنفسهم بشخص أفضل) أو مقارنات تنازلية (مقارنة أنفسهم بشخص أسوأ حالًا)، اعتمادًا على الاستراتيجية الخادمة لأهداف تعزيز الذات. قد يتجنبون أيضًا إجراء فترة مقارنات أو تجنب إجراء أنواع معينة من المقارنات. على وجه التحديد، عندما يعتقد الفرد أن قدرته في منطقة معينة ضعيفة، سيتجنب إجراء مقارنات اجتماعية تصاعدية في هذا المجال. بخلاف أهداف التقييم الذاتي، قد لا يسعى الأشخاص الذين يشتركون في المقارنة الاجتماعية مع هدف التعزيز الذاتي إلى هدف مشابه لأنفسهم. في الواقع، إذا اُعتبر تشابه الهدف تهديدًا، وذلك بسبب تفوق الهدف على الفرد في بعض الجوانب، فقد يقلل الفرد من تشابه الهدف مع نفسه. وترتبط هذه الفكرة ارتباطًا وثيقًا بالظواهر في علم النفس التي قدمها أيضًا ليون فيستنجر نفسه من ناحية علاقتها بتناقص التنافر المعرفي. لا يريد الشخص أن ينظر إلى نفسه بطريقة من شأنها التقليل من معتقده الأصلي الذي يقوم عليه تقدير الشخص لذاته، وبالتالي، ومن أجل الحد من التنافر المعرفي، يكون الشخص مستعدًا لتغيير التماثل المعرفي مع الشخص الآخر الذي يقارن نفسه به، لتبقى ثقته بنفسه سليمة. وهذا يؤدي بشكل فعال إلى مقارنة عديمة الفائدة في نهاية المطاف أو الإنكار النفسي.
أدت التطورات اللاحقة في النظرية إلى أن التحسين الذاتي هو أحد دوافع التقييم الذاتي الأربعة: بالإضافة إلى التقييم الذاتي والتحقق الذاتي وتنمية الذات.

### المقارنات الاجتماعية التصاعدية والتنازلية
قدم ويلز مفهوم المقارنة التنازلية في عام 1981. المقارنة الاجتماعية التنازلية هي ميل دفاعي يستخدم كوسيلة للتقييم الذاتي. عندما ينظر الشخص إلى فرد أو مجموعة أخرى يعتبرها أسوأ حالًا من أجل الشعور بتحسن وضعه الشخصي أو الذاتي، فإنهم يجرون مقارنة اجتماعية تنازلية. واقترحت الأبحاث أن المقارنات الاجتماعية مع الآخرين الذين هم أفضل حالًا أو متفوقون، أو المقارنات التصاعدية، يمكن أن تقلل من احترام الذات، في حين أن المقارنات التنازلية يمكن أن تزيد من احترام الذات. وتؤكد نظرية المقارنة الهابطة على الآثار الإيجابية للمقارنات في زيادة المنفعة الشخصية. على سبيل المثال، وُجد أن مرضى سرطان الثدي يقارنون أنفسهم مع المرضى الأقل حظًا.
وعلى الرغم من أن أبحاث المقارنة الاجتماعية أوضحت أن المقارنات التصاعدية يمكن أن تقلل من احترام الذات، إلا أن كولينز يشير إلى أن هذا ليس أمرًا مطلقًا. يجري الأفراد مقارنات تصاعدية، سواء بوعي أم بغير وعي، عندما يقارنون أنفسهم بفرد أو مجموعة مقارنة يرون أنها متفوقة أو أفضل من أنفسهم من أجل تحسين وجهات نظرهم حول الذات، أو لخلق تصور أكثر إيجابية عن واقعهم الشخصي. وتُجرى مقارنات اجتماعية تصاعدية للتقييم الذاتي وتحسين الذات على أمل أن يحدث التعزيز الذاتي أيضًا. في المقارنة الاجتماعية التصاعدية، يريد الناس أن يعتقدوا أنهم جزء من النخبة أو يفوقوهم، وإجراء مقارنات تبرز أوجه التشابه بينهم وبين المجموعة المقارنة، على عكس المقارنة الاجتماعية التنازلية، حيث تُفصل أوجه التشابه بين الأفراد أو المجموعات.
وأُشير أيضًا إلى أن المقارنات التصاعدية قد توفر مصدر إلهام للتحسن، وفي إحدى الدراسات، تبين أنه على الرغم من أن مرضى سرطان الثدي أجروا مقارنات تنازلية أكثر، أظهروا تفضيلًا للحصول على معلومات حول الآخرين الأكثر حظًا.
وأشارت دراسة أخرى إلى أن الأشخاص الذين يتبعون نظامًا غذائيًا يستخدمون أحيانًا مقارنات اجتماعية تصاعدية من خلال نشر صور لأشخاص أنحف على ثلاجاتهم. ولم تكن هذه الصور بمثابة تذكير بالوزن الحالي للأفراد فحسب، بل كانت أيضًا مصدر إلهام لهدف، للوصول إليه. بعبارات بسيطة، من المرجح أن تجعلنا المقارنات الاجتماعية التنازلية نشعر بالراحة تجاه أنفسنا، بينما من المرجح أن تحفزنا المقارنات الاجتماعية التصاعدية إلى تحقيق المزيد أو الوصول إلى مستوى أعلى.